# Pombalia atropurpurea
Pombalia atropurpurea (A.St.-Hil.) Paula-Souza – gatunek roślin z rodziny fiołkowatych (Violaceae). Występuje naturalnie w Boliwii, Brazylii (w stanach Bahia, Goiás, Mato Grosso do Sul, Espírito Santo, Minas Gerais, Rio de Janeiro, São Paulo i Paraná oraz w Dystrykcie Federalnym), Paragwaju i północnej Argentynie. 

## Morfologia
PokrójZimozielony krzew dorastający do 0,6–1,5 m wysokości.
LiścieBlaszka liściowa ma kształt od eliptycznego do lancetowatego. Mierzy 2,9–14,1 cm długości oraz 0,6–5,1 cm szerokości, jest piłkowana na brzegu, ma ostrokątną nasadę i spiczasty wierzchołek. Przylistki są od równowąskich do lancetowatych i osiągają 3–4 mm długości. Ogonek liściowy jest nagi i ma 2 mm długości.
KwiatyZebrane w gronach skąpo ukwieconych, wyrastają z kątów pędów. Mają działki kielicha o kształcie od owalnego do lancetowatego i dorastających do 2–3 mm długości. Płatki są okrągławe, sierpowate i mają 2–3 mm długości, przednie są od podługowatych do lancetowatych, mierzą 4 mm długości i mają barwę od białej do zielonkawej.
OwoceTorebki mierzące 5-8 mm długości, o kształcie od kulistego do elipsidalnego.

## Biologia i ekologia
Rośnie w lasach i zaroślach. 